# One Piece
One Piece (ONE PIECE - ワンピース?, Wan Pīsu) è un manga scritto e disegnato da Eiichirō Oda, serializzato sulla rivista Weekly Shōnen Jump di Shūeisha dal 22 luglio 1997. La casa editrice ne raccoglie periodicamente i capitoli in volumi formato tankōbon, di cui il primo è stato pubblicato il 24 dicembre. L'edizione italiana è curata da Star Comics, che ne ha iniziato a pubblicare i volumi corrispondenti a quelli giapponesi il 1º luglio 2001.
La storia segue le avventure di Monkey D. Rufy, un ragazzo il cui corpo ha assunto le proprietà della gomma dopo aver inavvertitamente ingerito un frutto del diavolo. Reclutando compagni per formare una ciurma, Rufy esplora la Rotta Maggiore affrontando nemici di ogni genere in cerca del leggendario tesoro One Piece e inseguendo il sogno di diventare il nuovo Re dei pirati.
One Piece è adattato in una serie televisiva anime, prodotta da Toei Animation e trasmessa in Giappone su Fuji TV dal 20 ottobre 1999. L'edizione italiana è andata in onda su Italia 1 dal 5 novembre 2001 per poi continuare su Italia 2 nel 2012; inizialmente intitolata All'arrembaggio!, la serie ha avuto diversi cambi di denominazione nel corso delle stagioni, fino ad assestarsi sull'originale One Piece. Toei Animation ha prodotto inoltre tredici special televisivi, quindici film anime, due cortometraggi 3D, un ONA e un OAV; una serie live action è stata poi prodotta da Netflix e distribuita sulla piattaforma il 31 agosto 2023. Svariate compagnie ne hanno tratto merchandise di vario genere, come colonne sonore, videogiochi e giocattoli.
One Piece ha goduto di uno straordinario successo. Diversi volumi del manga hanno raggiunto record di vendite e di tiratura iniziale in Giappone; il 15 giugno 2015 è entrato inoltre nel Guinness dei primati come serie a fumetti disegnata da un singolo autore con il maggior numero di copie pubblicate, che in quella data ammontavano a più di 320 milioni. È poi il manga ad avere venduto di più al mondo, con oltre 500 milioni di copie in circolazione al 2022, anno in cui è stato raggiunto il record detenente.

## Ambientazione

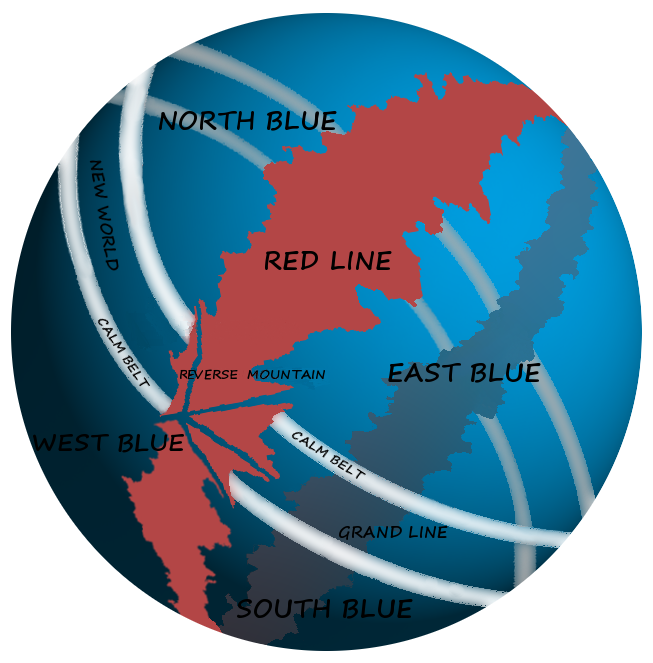
Il mondo di One Piece

Il mondo di One Piece è coperto quasi interamente da oceani costellati di un numero indefinito di isole. L'unico continente, la Linea Rossa (赤い土の大陸?, Reddo Rain), è una massa terrestre lunga, stretta e alta, la quale circonda l'intero pianeta come una cintura, dividendo il mondo in due metà. A causa della sua inospitalità, la Linea Rossa è quasi completamente disabitata, mentre perpendicolarmente ad essa si trova la Rotta Maggiore (偉大なる航路?, Gurando Rain), una striscia di mare con correnti, condizioni climatiche e magnetismo instabili, in cui la navigazione è particolarmente difficoltosa. La Rotta Maggiore e la Linea Rossa, incontrandosi, delimitano quattro mari: il Mare Settentrionale, il Mare Meridionale, il Mar Occidentale e il Mar Orientale. La Rotta Maggiore è circondata da fasce di bonaccia dove è assente ogni vento e corrente e dove sono presenti giganteschi mostri marini; a causa di queste condizioni l'unico modo per accedervi è scalare una montagna dove l'acqua, a causa delle correnti, scorre in salita: la Reverse Mountain (リヴァース・マウンテン?, Rivāsu Maunten). La seconda parte della Rotta Maggiore, dopo l'intersezione con la Linea Rossa, viene denominata Nuovo Mondo (新世界?, Shin Sekai). Il mondo di One Piece è popolato da umani e da numerose altre razze senzienti come uomini-pesce, visoni (una razza di animali antropomorfi), nani e giganti.
Il potere è nelle mani del Governo mondiale (世界政府?, Sekai Seifu), un'organizzazione che detiene il controllo di centottanta paesi del mondo. Esso è in continua lotta con i pirati e con l'Armata rivoluzionaria (革命軍?, Kakumei Gun), un'organizzazione che opera con l'intento di rovesciare lo status quo. La principale forza armata sotto il controllo del Governo mondiale è la Marina (海軍?, Kaigun), che agisce con lo scopo di mantenere la pace e punire i criminali. Per arginare il dilagante problema della pirateria il Governo ha inoltre stretto un patto di collaborazione con sette tra i pirati più potenti, dando vita alla Flotta dei Sette (王下七武海?, Ōka Shichibukai). Nel Nuovo Mondo agiscono invece i Quattro Imperatori (四皇?, Yonkō), i quattro pirati più forti e influenti che esercitano il loro potere su flotte immense e interi territori. I Quattro Imperatori, l'Armata rivoluzionaria, la Marina e la Flotta dei Sette tengono in equilibrio il mondo di One Piece.
I Frutti del diavolo (悪魔の実?, Akuma no mi) sono frutti misteriosi che donano poteri soprannaturali a chi li mangia, rendendoli però incapaci di nuotare. Di conseguenza, il contatto con l'acqua di mare o con una speciale sostanza conosciuta come agalmatolite indebolisce gli utilizzatori di frutti del diavolo e gli impedisce di controllare i loro poteri. Alcune persone sono inoltre in grado di ricorrere all'Ambizione (覇気?, Haki), una forza spirituale che permette di avvertire la presenza di altri esseri viventi e di predirne i movimenti, di irrobustire parti del corpo e di intimidire o fare svenire le creature dotate di una debole forza di volontà.

## Trama
(Inizio del manga di One Piece)
Monkey D. Rufy è un giovane pirata sognatore che da piccolo ha involontariamente mangiato un frutto del diavolo, diventando così un uomo di gomma con la capacità di allungarsi e deformarsi a piacimento. Con l'obiettivo di diventare il Re dei pirati (海賊王?, Kaizoku Ō) e di ritrovare il leggendario tesoro One Piece (ひとつなぎの大秘宝?, Wan Pīsu), nascosto secondo le leggende da Gol D. Roger sull'isola di Raftel alla fine della Rotta Maggiore, Rufy si mette in mare e riunisce intorno a sé una ciurma. Entrano così a far parte della ciurma di Cappello di paglia (麦わらの一味?, Mugiwara no ichimi): Roronoa Zoro, un tenace spadaccino dalla particolare tecnica a tre spade; Nami, una furba ladra, ma soprattutto abile navigatrice; Usop, un cecchino pavido e bugiardo; Sanji, un cuoco galantuomo con un debole per le donne; TonyTony Chopper, una renna antropomorfa e medico di bordo; Nico Robin, un'archeologa che desidera fare luce su un periodo oscuro della storia del mondo; Franky, un carpentiere cyborg; Brook, uno scheletro musicista e schermidore, e Jinbe, uomo-pesce ex membro della Flotta dei Sette ed esperto timoniere. Nel loro viaggio attraverso il Mare Orientale e la prima parte della Rotta Maggiore Rufy e compagni vivono numerose avventure, trovano alleati e affrontano avversari pirati o della Marina che intendono fermarli.
Giunti alle Isole Sabaody attirano tuttavia l'attenzione della Marina e i membri della ciurma vengono divisi e spediti in destinazioni diverse. Rufy scopre quindi che suo fratello Portuguese D. Ace è stato catturato dalla Marina, che intende giustiziarlo, e si prodiga per salvarlo irrompendo nella prigione di Impel Down e nella base di Marineford, pur senza riuscirci. Resosi conto di non essere in grado di proteggere i suoi amici, Rufy fa pervenire un messaggio alla ciurma in cui chiede loro di rincontrarsi dopo due anni di allenamento così da essere pronti per il Nuovo Mondo. Al termine di questo periodo, rincontratisi a Sabaody, Rufy e i compagni riprendono il viaggio e si avventurano attraverso l'isola degli uomini-pesce nel Nuovo Mondo, dove stringono un'alleanza pirata con la supernova Trafalgar Law che li porta a scontrarsi con due dei Quattro Imperatori.

### Archi narrativi
La serie può essere suddivisa in archi narrativi così indicati sul sito ufficiale:
- Arco del Mare Orientale (イーストブルー編?, Īsuto Burū hen), volumi dall'1 al 12, capitoli dall'1 al 100
- Arco di Alabasta (アラバスタ編?, Arabasuta hen), volumi dal 12 al 24, capitoli dal 101 al 217
- Arco dell'Isola del cielo (空島編?, Sorajima hen), volumi dal 24 al 32, capitoli dal 218 al 303
- Arco del Davy Back Fight (デービーバックファイト編?, Dēbī bakku faito hen), volumi dal 32 al 34, capitoli dal 304 al 321
- Arco di Water Seven (ウォーターセブン編?, Wōtā Sebun hen), volumi dal 34 al 39, capitoli dal 322 al 374
- Arco di Enies Lobby (エニエス・ロビー編?, Eniesu Robī hen), volumi dal 39 al 46, capitoli dal 375 al 441
- Arco di Thriller Bark (スリラーバーク編?, Surirā Bāku hen), volumi dal 46 al 50, capitoli dal 442 al 490
- Arco dell'arcipelago Sabaody (シャボンディ諸島編?, Shabondi shotō hen), volumi dal 50 al 53, capitoli dal 491 al 513
- Arco dell'isola delle donne Amazon Lily (女ヶ島アマゾン・リリー編?, Nyōgashima Amazon Rirī hen), volumi dal 53 al 54, capitoli dal 514 al 524
- Arco di Impel Down (インペルダウン編?, Inperu Daun hen), volumi dal 54 al 56, capitoli dal 525 al 549
- Arco della guerra dei vertici di Marineford (マリンフォード頂上戦争編?, Marinfōdo chōjō sensō hen), volumi dal 56 al 61, capitoli dal 550 al 597
- Arco dell'isola degli uomini-pesce (魚人島編?, Gyojintō hen), volumi dal 61 al 66, capitoli dal 598 al 653
- Arco di Punk Hazard (パンクハザード編?, Panku Hazādo hen), volumi dal 66 al 70, capitoli dal 654 al 700
- Arco di Dressrosa (ドレスローザ編?, Doresurōza hen), volumi dal 71 all'80, capitoli dal 701 all'801
- Arco di Zo (ゾウ編?, Zō hen), volumi dall'80 all'82, capitoli dall'802 all'822
- Arco di Whole Cake Island (ホールケーキアイランド編?, Hōru Kēki Airando hen), volumi dall'82 al 90, capitoli dall'823 al 902
- Arco del Reverie (世界会議編?, Reverī hen), volume 90, capitoli dal 903 al 908
- Arco del Paese di Wa (ワノ国編?, Wano Kuni hen), volumi dal 90 al 105, capitoli dal 909 al 1057
- Arco di Egghead (エッグヘッド編?, Egguheddo hen), volumi dal 105 in poi, capitoli dal 1058 in poi

## Produzione
Fin dall'infanzia Eiichirō Oda si interessò alla storia della pirateria grazie alla serie anime Vicky il vichingo, che adorava quando era piccolo. La lettura di biografie di pirati aumentò questo interesse, che raggiunse il culmine con la scoperta dell'esistenza di Edward Teach, noto con il soprannome di "Barbanera", che in seguito divenne il prototipo di uno dei cattivi principali della serie: Marshall D. Teach. Molti pirati del manga hanno nomi che traggono ispirazione da personaggi realmente esistiti: per esempio Roronoa Zoro prende spunto dal bucaniere francese François l'Olonese. In un'intervista sul perché abbia deciso di scrivere un manga sulla pirateria e sul successo della serie, Oda ha dichiarato:
(Eiichirō Oda)
Oltre che dalla storia della pirateria, Oda è stato influenzato anche da Dragon Ball di Akira Toriyama, che ancora oggi rimane uno dei suoi manga preferiti. Si è inoltre ispirato a Il meraviglioso mago di Oz, sostenendo però di non sopportare le storie dove la ricompensa dell'avventura è l'avventura stessa, optando per una storia dove il viaggio è importante ma ancora più importante è la meta.
Egli sostiene che il suo stile artistico cominciò a formarsi al tempo delle scuole elementari, sotto l'influenza di serie anime come Kinnikuman e Ken il guerriero. Durante le scuole superiori Oda decise di elaborare una serie manga sui pirati, senza inizialmente concentrarsi sui dettagli della trama ma tenendo come punto fermo l'ambientazione base e il fatto di volere realizzare una storia lunga. Un primo abbozzo della storia, intitolato Forward e in cui è possibile identificare una prima versione del protagonista, risale al 1994; tuttavia cominciò a lavorare al progetto solo nel 1996, quando era assistente del mangaka Nobuhiro Watsuki. Il risultato furono due storie one-shot intitolate Romance Dawn — titolo che sarà poi utilizzato per il primo capitolo e volume di One Piece. I due capitoli introducono come protagonista il personaggio di Rufy e includono molti elementi che sarebbero poi diventati parte della serie principale. La prima di queste storie è stata pubblicata nell'agosto 1996 sulla rivista Akamaru Jump e successivamente in One Piece Red. La seconda è stata distribuita nel 41º volume di Weekly Shōnen Jump sempre nel 1996 e ristampato nel 1998 nella collezione di storie brevi di Oda Wanted!.
Oda aveva inizialmente stimato che la durata di One Piece sarebbe stata di circa cinque anni e aveva già pensato al finale, ma si accorse che la storia gli piaceva troppo per terminarla in quel lasso di tempo. Nel 2016, a diciannove anni dall'inizio della serializzazione, l'autore ha dichiarato che il manga ha raggiunto il 65% della storia che intende narrare. A luglio del 2018, in occasione del ventunesimo anniversario dell'opera, Oda ha dichiarato che il manga è arrivato all'80% della trama, mentre nel gennaio 2019 ha affermato che One Piece si era avviato alla conclusione, ma che sarebbe riuscito a superare il centesimo volume, pubblicato in Giappone il 3 settembre 2021. Tuttavia, Oda ha confermato che il finale è ancora quello pensato originariamente e che è deciso a veder completata la sua opera indipendentemente da quanti anni ciò dovesse richiedere. In uno speciale televisivo andato in onda in Giappone ha però dichiarato che sarebbe disposto a modificare il finale qualora i fan dovessero riuscire a prevederlo. Ad agosto 2019 ha affermato che, secondo le sue previsioni, l'opera dovrebbe vedere la fine tra il 2024 e il 2025. Il 4 gennaio 2021 il manga ha raggiunto il suo millesimo capitolo.
A differenza di altri mangaka, Oda, nelle sue tavole, disegna personalmente tutto quello che si muove — incluse persone, animali, fumo, nuvole e mari. In questo modo desidera mantenere una rappresentazione uniforme lasciando al suo staff solo la realizzazione degli sfondi, basati comunque su suoi schizzi. Questo carico di lavoro lo costringe a tenere dei ritmi serrati di produzione, a iniziare dalla mattina alle cinque fino alle due di notte, con brevi pause solo per i pasti. Il programma di lavoro canonico prevede i primi tre giorni della settimana dedicati alla stesura dello storyboard e il restante tempo per l'inchiostrazione definitiva delle tavole e per l'eventuale colorazione. Quando un lettore gli chiese di chi fosse innamorata Nami, Oda rispose che difficilmente ci sarebbero state storie d'amore all'interno della ciurma di Rufy. L'autore ha inoltre spiegato che evita volutamente di inserirle in One Piece poiché la serie è un manga shōnen e i ragazzi che leggono l'opera non sono interessati a storie d'amore.

## Media

### Manga
One Piece è serializzato dalla casa editrice Shūeisha sulla rivista settimanale Weekly Shōnen Jump a partire dal 22 luglio 1997. I singoli capitoli, solitamente una decina per volta, sono poi raccolti in volumi tankōbon e pubblicati a distanza di alcuni mesi, con il primo albo distribuito il 24 dicembre 1997. Ogni capitolo ha una pagina iniziale col titolo: mentre la maggior parte dei mangaka la usano per espandere il capitolo di una pagina o per inserirci un'illustrazione non legata alla storia, Oda vi disegna talvolta delle miniavventure parallele, che continuano per diversi numeri e in cui compaiono nemici sconfitti o altri personaggi minori, creando così una loro storia secondaria. Una volta riuniti nei volumi i capitoli vengono intervallati da una rubrica contenente una selezione di domande, commenti o semplici battute inviate a Oda dai lettori con relative risposte, che riguardano solitamente dettagli sui personaggi, come età, compleanni, colori preferiti, o note biografiche su personaggi minori, oltre a informazioni sull'opera in generale: tali intramezzi sono noti con l'acronimo "SBS", stante per Shitsumon o boshū suru (質問を募集する? lett. "Rispondo a domande").
Il manga è esportato in più di trenta Paesi nel mondo. L'opera è stata tradotta in italiano e pubblicata da Star Comics nella collana Young a partire dal 1º luglio 2001 in un'edizione fedele all'originale giapponese, i cui testi italiani sono a cura di Yupa, dopo un'iniziale apparizione dei primi capitoli sulla rivista Express, edita sempre da Star Comics, tra l'aprile e il settembre 2000. Dal 20 febbraio 2008 è inoltre in corso una ristampa chiamata One Piece New Edition. In Nord America Viz Media ne ha pubblicato i capitoli sull'antologia di manga Shonen Jump, fin dall'inizio della sua circolazione nel novembre 2002 e, in seguito alla chiusura della testata, in formato digitale sulla rivista elettronica Weekly Shonen Jump, con inizio il 30 gennaio 2012. Ogni capitolo è pubblicato due settimane dopo la sua uscita in Giappone. Viz inoltre pubblica anche i volumi dell'opera a partire dal 2 settembre 2003. In Australia e Nuova Zelanda, l'opera è distribuita da Madman Entertainment dal 10 novembre 2008. Nel Regno Unito, Gollancz Manga ne ha pubblicato i primi 14 volumi, poi la pubblicazione è stata continuata da Viz Media con la stessa edizione disponibile per il mercato nordamericano. In Francia è edito da Glénat a partire da luglio 2013; in Spagna da Planeta DeAgostini da ottobre 2004; in Austria e in Germania da Carlsen Comics da dicembre 2000; in Russia da Comix Art. Per quanto riguarda l'Asia, il manga è pubblicato in Corea del Sud da Daewon C.I. dal 9 gennaio 1999; in Thailandia da Siam Inter Comics; a Taiwan da Tong Li Comics; in Cina da Zhejiang People's Fine Arts Publishing House; e a Singapore da Chuang Yi Publishing fino al fallimento dell'editore nel 2012.

### Anime

#### OAV
La prima versione animata di One Piece è l'OAV One Piece: Taose! Kaizoku Gyanzac, realizzato per il Jump Super Anime Tour 1998. L'episodio fu creato dallo studio Production I.G e diretto dal regista Gorō Taniguchi con il character design dello stesso Oda. L'OAV del 2010 Episodio 0 è un adattamento del Volume 0 del manga, che narra gli eventi precedenti e successivi alla morte di Gol D. Roger. Esso è stato distribuito in edizione limitata a sole tremila copie in collaborazione con la marca di alimenti House Foods.

#### Serie televisiva

Logo della serie televisiva

Un adattamento anime del manga di One Piece è prodotto dalla Toei Animation. Alla regia si sono avvicendati Kōnosuke Uda (ep. 1–278), Junji Shimizu (ep. 131–159), Munehisa Sakai (ep. 244–372), Hiroaki Miyamoto (ep. 352–679), Toshinori Fukazawa (ep. 663–891), Tatsuya Nagamine (ep. 780–782, 892+) Kōhei Kureta (892–1030), Aya Komaki (ep. 892–961), Satoshi Itō (ep. 780–782, 962+) e Yasunori Koyama (ep. 1031+). La composizione della serie è a cura di Junki Takegami (ep. 1-195), Hirohiko Kamisaka (ep. 196-782) e Shōji Yonemura (ep. 783+).
La serie ha debuttato in Giappone il 20 ottobre 1999 e va in onda su Fuji TV la domenica dalle 9:30 alle 10:00. Sono stati trasmessi finora 1140 episodi che dal 207 sono in alta definizione. Per mantenere un congruo distacco degli episodi dai capitoli del manga, vengono talvolta inserite delle puntate filler, solitamente raggruppate attorno a brevi archi narrativi. Sono presenti, inoltre, anche nell'anime degli episodi crossover con Dragon Ball e Toriko: il primo è l'episodio 492 intitolato Saikyō taggu! Funtō, Rufi to Toriko! (「最強タッグ! 奮闘、ルフィとトリコ!」? lett. "Il duo più forte! Dura lotta, Rufy e Toriko!") andato in onda il 3 aprile 2011 e che segna il debutto dell'anime di Toriko; il secondo è l'episodio 542 intitolato Chīmu kessei! Choppā o sukue (「チーム結成! チョッパーを救え」? lett. "Squadra di soccorso! Salvare Chopper") andato in onda l'8 aprile 2012; e il terzo nonché ultimo è l'episodio 590 intitolato Shijō saikyō korabo VS umi no taishokukan (史上最強コラボVS海の大食漢? lett. "La più forte collaborazione della storia contro il ghiottone del mare") andato in onda il 7 aprile 2013. L'anime è stato reso disponibile anche per il mercato home video sempre per conto di Toei Animation. La pubblicazione del primo DVD è iniziata il 21 febbraio 2001, con ogni nuovo disco, contenente quattro episodi, distribuito a cadenza mensile. Sebbene l'anime sia prodotto in serie e senza soluzione di continuità, durante la pubblicazione in DVD gli episodi sono raccolti in stagioni attorno a specifici archi narrativi.
I diritti per l'edizione italiana dell'anime sono detenuti da Mediaset, che ne commissionò il doppiaggio allo studio Merak Film. La serie è trasmessa in televisione in maniera discontinua, poiché le puntate vengono mandate in onda in base ai blocchi di episodi che Toei Animation fornisce a Mediaset. Le puntate in prima visione sono state trasmesse su Italia 1 da novembre 2001 a dicembre 2010, inizialmente col titolo All'arrembaggio! e poi cambiando nome in Tutti all'arrembaggio. Un nuovo cambio di titolo si è verificato nel 2008 con la denominazione che passa a One Piece - Tutti all'arrembaggio!, prima di ripristinare definitivamente il titolo originale One Piece. Nel 2012 la programmazione delle nuove puntate passa a Italia 2; repliche della serie sono state trasmesse, oltre che su Italia 1 e Italia 2, anche su Italia Teen Television, su Hiro e in chiaro su Boing. L'edizione televisiva italiana delle prime stagioni è stata censurata e modificata per adattarsi a un pubblico più giovanile, oscurando ad esempio il sangue e brevi scene di nudità o "italianizzando" alcuni nomi e concetti tra cui il nome del protagonista, qui chiamato "Rubber". Inoltre gli episodi crossover con Toriko non sono andati in onda. A seguito della chiusura di Merak Film, nel 2021 il doppiaggio della serie viene affidato allo studio ADC Group, introducendo alcune modifiche in nomi e terminologia per una maggiore fedeltà all'edizione originale: viene ripristinato, ad esempio, il nome Monkey D. Luffy per il protagonista e la pronuncia originale del nome di Usop, fino ad allora pronunciato "Asop". In seguito, il doppiaggio è passato alla LogoSound per gli episodi 629-718, alla Bumblebee Studios per gli episodi 719-779 e alla Erazero a partire dall'episodio 780. La direzione del doppiaggio è stata a cura di Sergio Romanò per i primi 578 episodi, coadiuvato da Marcello Cortese (ep. 1-53, 153-195) e Caterina Rochira (ep. 1-53). Dall'episodio 579 al 779 la direzione è passata a Claudio Moneta, coadiuvato da Renato Novara (ep. 635-673) e Luigi Rosa (ep. 679-779). Dall'episodio 780 al 858 è diretta da Luca Sandri, affiancando poi Claudio Moneta dall'episodio 859.

L'adattamento dei dialoghi dell'edizione italiana è stato effettuato da: Achille Brambilla (ep. 1-53, 131-152, 256-309), Marina Mocetti Spagnuolo (ep. 1-130, 256-309), Antonella Marcora, Paola Bonomi (ep. 1-53), Manuela Scaglione (ep. 1-309, 401-563), Luisella Sgammeglia (ep. 54-130, 310-400), Sergio Romanò (ep. 54-152, 196-255, 401-452), Giorgio Bonino, Elisabetta Cestone (ep. 54-130), C.I.T.I (ep. 131-255, 401-452), Francesca Bonelli (ep. 131-152), Francesca Ioele (ep. 153-400), Marcello Cortese (ep. 153-195), Cristina Robustelli (ep. 256-563), Silvia Bacinelli (ep. 310-400), Marco Casciola (ep. 310-400, 453-563), Marta Ferreri, Simona Testa, Daniela Viezzer (ep. 579-628), Alessandro Germano (ep. 579-628, 719-779), Valerio Manenti (ep. 629-779), Anaïs Pain (ep. 629-673), Benedetta Brugia, Laura Cherubelli (ep. 674-718), Graziano Galoforo, Manfredi Mo, Andrea Volpi (ep. 719-779), Anna Papace, Francesca Scivoli (ep. 719+) e Francesca Tretto (ep. 780+); la traduzione dei dialoghi è stata invece affidata a C.I.T.I per i primi 578 episodi, a Rocco Forgione dall'episodio 579 al 628, a Roberto Fedele e Marco Franca dall'episodio 629 al 718, a Marco Franca, Velentina Vignoli e Andrea Volpi dall'episodio 719 al 779, e a Mattia Dongiovanni e Gaia Verrecchia dall'episodio 780.
L'anime di One Piece è trasmesso o distribuito in molti paesi del mondo tra cui: a Taiwan su Taiwan Television; nelle Filippine su GMA Network; in Francia su Mangas e NT1; in Germania prima su RTL II e in seguito su Tele 5 (ep. 337-400) e Prosieben Maxx (ep. 401-); in Spagna su Telecinco, Fox Kids España e Boing; negli Stati Uniti su Fox (adattato da 4Kids Entertainment) e in seguito da Toonami e Funimation; in Australia da Cartoon Network; in Canada su YTV; in Messico su Canal 5; in Brasile su SBT; in America Latina su Cartoon Network; in Medio Oriente su Space Power TV; a Singapore su E City; in Portogallo su Panda Biggs; in Africa subsahariana da StarTimes. Il 2 novembre 2013 Crunchyroll ha iniziato a trasmettere la serie in simulcast nelle regioni di Stati Uniti, Canada, Sudafrica, Australia, Nuova Zelanda e America Latina. A partire dal 22 febbraio 2020 il sito ha reso disponibili in simulcast libero gli episodi dal 921 in poi anche in Europa, Medio Oriente e Nord Africa, mentre i precedenti episodi sono stati gradualmente resi accessibili ai soli utenti premium.
Nel dicembre 2023 è stato annunciato un remake della serie animata, intitolato The One Piece, la cui realizzazione è stata affidata alla Wit Studio. Questo nuovo adattamento sarà pubblicato su Netflix.

#### Film
Dal 2000 la Toei produce dei film di One Piece facendoli uscire inizialmente con cadenza annuale. Sono stati finora prodotti quindici film che rappresentano storie scollegate dalla trama del manga e dell'anime o rinarrazioni di parti di essi.
1. One Piece - Per tutto l'oro del mondo (ONE PIECE - ワンピース ?, Wan Pīsu), data di uscita 4 marzo 2000.
2. One Piece - Avventura all'Isola Spirale (ONE PIECE ねじまき島の冒険?, Wan Pīsu: Nejimaki-shima no bōken), data di uscita 3 marzo 2001. Il film è stato accompagnato da un cortometraggio intitolato Jango's Dance Carnival (ジャンゴのダンスカーニバル?, Jango no dansu kānibaru).
3. One Piece - Il tesoro del re (ONE PIECE 珍獣島のチョッパー王国?, Wan Pīsu: Chinjū-tō no Choppā-ōkoku), data di uscita 2 marzo 2002. Il film è stato accompagnato da un cortometraggio intitolato Dream Soccer King! (夢のサッカー王!?, Yume no sakkā-ō!).
4. One Piece - Trappola mortale (ONE PIECE THE MOVIE デッドエンドの冒険?, Wan Pīsu the Movie: Deddo endo no bōken), data di uscita: 1º marzo 2003.
5. One Piece - La spada delle sette stelle (ONE PIECE 呪われた聖剣?, Wan Pīsu: Norowareta seiken), data di uscita 6 marzo 2004. Il film è stato accompagnato da un cortometraggio intitolato Take Aim! The Pirate Baseball King (めざせ! 海賊野球王?, Mezase! Kaizoku yakyū-ō).
6. One Piece - L'isola segreta del barone Omatsuri (ONE PIECE THE MOVIE オマツリ男爵と秘密の島?, Wan Pīsu the Movie: Omatsuri danshaku to himitsu no shima), data di uscita 5 marzo 2005.
7. One Piece - I misteri dell'isola meccanica (ONE PIECE THE MOVIE カラクリ城のメカ巨兵?, Wan Pīsu the Movie: Karakuri-jō no meka kyohei, lett. "One Piece: Il soldato meccanico gigante del castello di Karakuri"), data di uscita 4 marzo 2006.
8. One Piece - Un'amicizia oltre i confini del mare (ONE PIECE エピソードオブアラバスタ 砂漠の王女と海賊たち?, Wan Pīsu: Episode of Alabasta - Sabaku no ōjo to kaizoku-tachi, lett. "One Piece: Episodio di Alabasta - La principessa del deserto e la ciurma pirata"), data di uscita 3 marzo 2007. Il film è stato accompagnato da un remake degli episodi 64, 65, 66 e 67 della serie.
9. One Piece - Il miracolo dei ciliegi in fiore (ONE PIECE THE MOVIE エピソードオブチョッパー+冬に咲く、奇跡の桜?, Wan Pīsu the Movie: Episode of Chopper Plus - Fuyu ni saku, kiseki no sakura, lett. "One Piece: Episodio di Chopper Plus - Il miracolo della fioritura del ciliegio in inverno"), data di uscita 1º marzo 2008.
10. One Piece - Avventura sulle isole volanti (ONE PIECE FILM ストロング ワールド?, Wan Pīsu Firumu Sutorongu Wārudo), data di uscita 12 dicembre 2009. Il film è stato accompagnato da un cortometraggio intitolato Episodio 0 ambientato 25 anni prima dell'inizio della narrazione.
11. One Piece 3D - L'inseguimento di Cappello di Paglia (ワン・ピース３D：麦わらチェイス?, Wān Pīsu 3D: Mugiwara Cheisu, lett. "One Piece 3D: L'inseguimento di Cappello di Paglia"), data di uscita 19 marzo 2011.
12. One Piece Film: Z (ONE PIECE FILM Z?, Wān Pīsu Firumu Zetto), data di uscita 15 dicembre 2012. Il film è stato accompagnato da un cortometraggio prequel intitolato Glorious Island.[95]
13. One Piece Gold - Il film (ONE PIECE FILM GOLD?, Wan Pīsu Firumu Gōrudo), data di uscita in Giappone 23 luglio 2016,[96] uscito in Italia il 24 novembre 2016 (in anteprima nazionale il 30 ottobre a Lucca Comics & Games).[97] Il film è stato accompagnato da un cortometraggio intitolato Gold Episode 0.[98]
14. One Piece Stampede - Il film (ONE PIECE STAMPEDE?, Wan Pīsu Sutanpīdo), data di uscita in Giappone 9 agosto 2019[99][100]. In Italia è uscito il 24 ottobre 2019[101].
15. One Piece Film: Red (ONE PIECE FILM RED?, Wan Pīsu Firumu Reddo), data di uscita in Giappone 6 agosto 2022[94][102]. In Italia è stato distribuito a partire dal 1º dicembre 2022[103].

Nel 2011 la Toei Animation ha prodotto due cortometraggi di One Piece in 3D, proiettati in diverse sale giapponesi. Sennyū!! Sauzando Sanī Gō (潜入!!サウザンド・サニー号? lett. "Infiltrazione! Thousand Sunny!) è un filmato di 6 minuti uscito il 5 marzo 2011; One Piece 3D Gekisō! Trap Coaster (ONE PIECE 3D 激走! トラップコースター?, Wān Piisu Surī-Dī: Gekisō! Torappu Kōsutā), dura invece 12 minuti ed è stato distribuito a partire dal 1º dicembre 2011.

#### Speciali televisivi
A partire dal 20 dicembre 2000 sono stati trasmessi su Fuji TV tredici speciali televisivi di One Piece. I primi quattro sono stati trasmessi in Italia su Italia 2 dal 12 al 15 giugno 2014. I successivi verranno pubblicati da Yamato Video sul canale Anime Generation di Prime Video nel corso del 2025. Gli speciali dall'ottavo al tredicesimo sono stati trasmessi in streaming con sottotitoli in inglese in Nord America da Funimation e Crunchyroll, oltre ad essere usciti in formato home video da Funimation con versioni sia in giapponese che doppiate in inglese.
Di questi speciali, i primi quattro, il sesto, l'ottavo, il decimo e l'undicesimo sono storie originali create dallo staff dell'anime, mentre i restanti sono rivisitazioni alternative di determinati archi narrativi. I primi quattro speciali hanno una durata compresa tra i 42 e i 50 minuti, mentre i restanti hanno una durata compresa tra i 102 e i 107 minuti.
Nel 2014, tre speciali televisivi hanno ricevuto una limitata uscita al cinema in Corea del Sud. I tre speciali sono Episodio di Merry: La storia di un altro compagno, Episodio di Nami: Le lacrime di una navigatrice ed il legame degli amici e Episodio di Rufy: Avventura sull'isola Hand, i quali sono usciti al cinema rispettivamente il 28 agosto, il 6 dicembre e il 10 dicembre. Questi speciali hanno incassato rispettivamente 28 590 200 won (27 152 dollari), 12 319 500 won (11 700 dollari) e 11 342 500 won (10 772 dollari).

#### ONA
One Piece: Romance Dawn Story fu creato per il Jump Super Anime Tour 2008 dalla Toei Animation. Esso è tratto dalla prima versione di Romance Dawn di Oda, ma è ambientato dopo la partenza da Thriller Bark in quanto figurano sia la Thousand Sunny che Brook. L'episodio è stato in seguito trasmesso in streaming come ONA dal 24 novembre 2008 al 31 gennaio 2009 e pubblicato insieme a due corti di Dragon Ball e Letter Bee in un DVD disponibile unicamente su prenotazione per il mercato nipponico.
One Piece: ROMANCE DAWN è tratto dalla seconda versione di Romance Dawn di Oda, ed è stato trasmesso il 20 ottobre 2019 come episodio 907 della ventesima stagione di One Piece.
L'ONA Monsters: 103 Passioni Inferno del Dragone, trasposizione del manga autoconclusivo Monsters, prototipo per il personaggio di Ryuma, è stato pubblicato su Netflix e Prime Video il 24 gennaio 2024.

#### Sigle e colonne sonore
La colonna sonora della serie televisiva anime è composta da Kōhei Tanaka e Shirō Hamaguchi. Essa è stata pubblicata sotto forma di CD in numerose raccolte, compilation e character song.
One Piece utilizza inoltre diverse sigle di apertura e di chiusura, interpretate da artisti popolari. Al 2024 se ne contano ventisei di apertura e venti di chiusura. Le sigle finali non venivano più usate dall'episodio 279 e, dall'episodio 284, le sigle di apertura hanno avuto una durata maggiore, ovvero due minuti. Con l'episodio 1071, è stato deciso di reinserire le sigle di chiusura, riducendo nuovamente la durata delle sigle di apertura a un minuto e mezzo. L'edizione italiana trasmessa su Italia 1 ha utilizzato al loro posto tre canzoni appositamente scritte, usate sia in apertura che in chiusura. Con la ripresa della messa in onda dei nuovi episodi a partire dal 509 il 7 aprile 2014, la colonna sonora giapponese è stata mantenuta e viene utilizzata la sigla originale sia come apertura che chiusura; a quest'ultima sono applicati inoltre i crediti italiani.

### Anime comic
A seguito del successo di alcuni film sono state pubblicate le loro trasposizioni in versione anime comic. La prima è quella di One Piece - Trappola mortale, che è stata pubblicata in Giappone da Shūeisha il 3 ottobre 2003 divisa in due parti. Successivamente è stato pubblicato l'adattamento di One Piece - La spada delle sette stelle il 2 luglio 2004, sempre in due parti, mentre quello di One Piece - I misteri dell'isola meccanica è in un volume unico pubblicato il 2 novembre 2006. Anche le trasposizioni dei film One Piece - Un'amicizia oltre i confini del mare e One Piece - Il miracolo dei ciliegi in fiore sono in un volume unico ciascuna e sono state pubblicate rispettivamente il 4 marzo 2008 e il 27 novembre 2009.
La trasposizione di Strong World è stata distribuita divisa in due volumi il 3 dicembre 2010; in Italia i due volumi sono stati pubblicati dalla Star Comics rispettivamente il 4 settembre e il 2 ottobre 2019. In seguito, i due volumi di One Piece Z sono usciti in Giappone il 4 luglio 2013. I due volumi di One Piece Gold sono stati pubblicati in Giappone entrambi il 4 luglio 2017 e in Italia rispettivamente il 2 maggio e il 1º giugno 2018, mentre quelli di One Piece Stampede sono stati distribuiti in Giappone il 13 maggio 2020 e in Italia rispettivamente il 5 maggio e il 1º giugno 2021.

### Romanzi elight novel

Copertina del primo volume dell'edizione italiana del romanzo One Piece novel A

Dall'opera sono stati tratti numerosi romanzi e light novel, tutti pubblicati da Shūeisha, che narrano sia storie originali che trasposizioni di altri media. L'adattamento dell'OAV One Piece: Taose! Kaizoku Gyanzac è stato pubblicato in Giappone il 3 giugno 1999; in Italia è stato distribuito con il titolo One Piece - L'arma finale di Gunjack da Kappa Edizioni. Il 25 dicembre 2001 è uscita la trasposizione degli episodi filler dal 54 al 60 intitolata One Piece Sen Nen Ryū Densetsu (ONE PIECE 千年竜伝説?), mentre quella dello speciale televisivo 3D2Y: Ace no shi wo koete! Luffy nakama to no chikai è stata distribuita il 3 ottobre 2014. Inoltre, ogni film della serie eccetto il primo ha ricevuto un adattamento in forma di romanzo; tali libri sono stati distribuiti anche in versione mirai bunko, un formato particolare indirizzato principalmente ai bambini e ai ragazzi delle scuole elementari e medie.
Sono stati poi distribuiti cinque romanzi contenenti storie originali: il primo è One Piece: Avventura a Rogue Town (ONE PIECE ローグタウン編?, One Piece Rōgutaun hen) una light novel che riprende l'arco narrativo di Rogue Town aggiungendovi situazioni e personaggi esclusivi, pubblicato in Giappone il 17 luglio 2000; in Italia è stato distribuito da Kappa Edizioni. Il 2 novembre 2017 è stato pubblicato One Piece Novel - Straw Hat Stories (ONE PIECE novel 麦わらストーリーズ?), romanzo che racconta degli avvenimenti ambientati durante alcuni archi narrativi ma estranei alla storia principale dal punto di vista dei vari membri della ciurma. Sono stati poi pubblicati due romanzi dedicati rispettivamente a Portuguese D. Ace e a Trafalgar Law: One Piece novel A (One Piece novelA?, Wan Pīsu noberu Ēsu) è stato distribuito in due volumi da Shueisha in Giappone rispettivamente il 4 aprile e il 4 giugno 2018 e in Italia da Star Comics rispettivamente il 4 novembre e il 2 dicembre 2020, mentre One Piece novel Law è uscito in Giappone il 3 aprile 2020 e in Italia il 1º dicembre 2021. Il quinto romanzo è One Piece Novel Heroines, che contiene cinque storie originali ideate da Oda dedicate ad altrettanti personaggi femminili dell'opera ossia Nami, Nico Robin, Nefertari Bibi, Perona e Boa Hancock. Il romanzo, scritto da Jun Esaka e illustrato da Sayaka Suwa, è stato distribuito in Giappone dal 4 giugno 2021.

### Videogiochi
Il franchise di One Piece è stato adattato in svariati videogiochi distribuiti da società controllate da Bandai e in seguito dal gruppo Bandai Namco per diverse console. I generi più rappresentati sono i videogiochi di ruolo e i picchiaduro, come i titoli della serie Grand Battle!. Il primo videogioco a essere pubblicato è stato One Piece: Mezase Kaizoku Ou!, il 19 luglio 2000. Da allora sono stati sviluppati oltre trenta giochi. Personaggi e ambientazioni di One Piece compaiono inoltre nei videogiochi crossover di Weekly Shōnen Jump, come Battle Stadium D.O.N, Jump Super Stars, Jump Ultimate Stars, J-Stars Victory Vs e Jump Force.

### Serie live action
Il 21 luglio 2017, in occasione del ventennale di debutto del manga, è stata annunciata l'intenzione di produrre una serie televisiva live action di One Piece. La serie è prodotta da Tomorrow Studios, sotto la supervisione di Marty Adelstein. Il 3 settembre 2021 viene rivelato il logo della serie, confermando l'inizio della fase di produzione. Il 30 gennaio 2023 Netflix annuncia sui social che la serie sarebbe uscita nell'agosto dello stesso anno con otto episodi per la prima stagione. Il 18 giugno 2023 viene rivelato il primo trailer della serie assieme alla data esatta di distribuzione, ossia il 31 agosto 2023; un secondo trailer viene poi pubblicato il 22 luglio, in occasione del One Piece Day. La prima stagione è stata accolta positivamente da critica e pubblico: il successo della serie ha fatto sì che venisse prolungata per una seconda stagione, annunciata ufficialmente il 15 settembre 2023 da Oda stesso.

### Databook
Dall'opera sono stati tratti sei databook che elencano e descrivono i personaggi, le caratteristiche e le ambientazioni del mondo di One Piece, oltre a contenere interviste e dichiarazioni dell'autore che rivelano dettagli sulla creazione e lo sviluppo di vari elementi dell'opera. I volumi sono stati pubblicati dalla Shūeisha in Giappone e dalla Star Comics in Italia. Il primo, One Piece Red - Grand Characters, è stato pubblicato in Giappone il 5 gennaio 2002 e in Italia il 3 agosto 2003 con il titolo One Piece Red; nel volume è contenuta anche la prima stesura di Romance Dawn, capitolo autoconclusivo che sarebbe poi diventato il prototipo di One Piece. In seguito sono usciti One Piece Blue - Grand Data File, distribuito il 2 agosto 2002 in Giappone e il 3 ottobre 2003 in Italia, e One Piece Yellow - Grand Elements, distribuito il 4 aprile 2007 in Giappone e in Italia il 17 giugno 2009. Il quarto databook è One Piece Green - Secret Pieces, pubblicato in Giappone il 4 novembre 2010 e in Italia il 1º marzo 2012: tale volume è differente rispetto ai precedenti, perché non contiene informazioni sul mondo di One Piece ma raggruppa le miniavventure svoltesi fino a quel momento e riporta le bozze iniziali di alcuni personaggi.  Il quinto databook, One Piece Blue Deep - Characters World, è stato pubblicato in Giappone il 2 marzo 2012 per commemorare il quindicesimo anniversario della serie, mentre in Italia è arrivato il 1º marzo 2013; il volume riporta anche il Capitolo 0, scritto in occasione dell'uscita del decimo film e già contenuto nello speciale Volume 0.
Il sesto costituisce un caso particolare: One Piece Vivre Card, infatti, è un volume componibile costituito da tre raccoglitori ad anelli nei quali vengono inserite delle "carte", ciascuna dedicata a un personaggio e riportanti informazioni e aneddoti relativi al personaggio trattato. Le carte sono suddivise in blocchi da sedici in base ai vari archi narrativi e ai gruppi ai quali i vari personaggi sono affiliati; i blocchi sono stati messi in vendita, due per volta, a cadenza mensile a partire dal settembre 2018 in Giappone.

### Altre pubblicazioni
Nei cinema giapponesi, all'uscita di One Piece Film: Strong World (giunto in Italia con il titolo One Piece - Avventura sulle isole volanti) è stato regalato il Volume 0 di One Piece, realizzato da Oda: esso contiene il cosiddetto capitolo 0, pubblicato anche su Weekly Shōnen Jump, che narra lo scontro tra Shiki e Gol D. Roger e la successiva deportazione a Impel Down del primo, oltre a diverse pagine di immagini e informazioni riguardanti il film. Il capitolo è stato inoltre animato e distribuito come un OAV in edizione limitata a sole 3 000 copie in collaborazione con la marca di alimenti House Foods.
Sono stati realizzati vari albi che raccolgono le illustrazioni comparse nel corso del tempo come immagini d'apertura dei capitoli. La serie One Piece Color Walk comprende complessivamente dieci volumi che riportano, oltre alle illustrazioni a colori, i bozzetti preparatori delle copertine, alcuni commenti di Oda e interviste effettuate da Oda ad altri mangaka. Dei dieci albi disponibili in Giappone solo due sono arrivati in Italia, pubblicati dalla Star Comics rispettivamente il 1 ottobre 2003 e il 24 novembre 2011. Analogamente, la serie One Piece Doors! raccoglie le tavole d'apertura in bianco e nero dei capitoli, tra cui le miniavventure dei personaggi: al dicembre 2020 la serie comprende tre volumi, pubblicati in Giappone dalla Shueisha rispettivamente il 4 giugno 2018, il 4 luglio 2018 e il 4 ottobre 2019 e in Italia dalla Star Comics il 1º novembre 2019, il 4 dicembre 2019 e il 7 gennaio 2021.
Sono stati poi distribuiti tre volumi speciali di quiz sulla serie, intitolati One Piece 500 Quiz Book: i volumi, oltre a contenere più di cinquecento domande a tema ciascuno, riportano anche spiegazioni e dettagli su alcuni aspetti dell'opera. I tre volumi sono usciti in Giappone rispettivamente il 4 marzo e il 4 settembre 2014, e il 2 ottobre 2020, mentre in Italia sono stati distribuiti rispettivamente il 21 novembre 2018, il 5 febbraio 2020 e il 15 marzo 2023 con il titolo One Piece Quiz Book.
A partire dal luglio 2017 è in corso la pubblicazione di una rivista dedicata al franchise, intitolata One Piece Magazine: in essa sono contenute illustrazioni originali di Oda, sessioni di domande e risposte, interviste e merchandise dedicato, oltre a opere create dagli appassionati, come ad esempio fan art, e romanzi inediti con protagonisti i vari personaggi. Il magazine non ha una cadenza di uscita precisa; in Giappone al giugno 2025 sono stati pubblicati in tutto diciassette volumi e tre edizioni speciali.

### Crossover e spin-off
Oda ha collaborato con Akira Toriyama alla creazione di un crossover tra One Piece e Dragon Ball. Il fumetto, intitolato Cross Epoch (クロスエポック?, Kurosu Epokku) è stato pubblicato nel numero del 25 dicembre 2006 di Weekly Shōnen Jump. Un ulteriore crossover, questa volta tra One Piece e Toriko di Mitsutoshi Shimabukuro, è apparso nell'edizione del 4 aprile 2011 di Weekly Shōnen Jump con il titolo Jitsushoku! Akuma no Mi!! (実食! 悪魔の実!!? lett. "Il vero cibo! Il frutto del diavolo!!").
Tra il 2010 e il 2011 esce sulla rivista Saikyō Jump uno spin-off dal titolo Chopperman alla riscossa (チョッパーマン ゆけゆけ! みんなのチョッパー先生?, Chopperman: yuke yuke! Minna no Chopper-sensei), scritto e illustrato da Hirofumi Takei e raccolto poi in un unico volume. L'opera racconta le avventure di Chopperman, supereroe creato da Oda per gli omake del databook One Piece Blue - Grand Data File e basato su TonyTony Chopper, alle prese con il perfido Usodabada, basato su Usop. A loro si aggiungono i vari membri della ciurma di Cappello di paglia in vari ruoli. L'edizione italiana del volume è stata curata da Star Comics e pubblicata nell'aprile 2015. Dal personaggio è stata tratta inoltre una serie di cinque volumi, sempre di Hirofumi Takei, pubblicata dal dicembre 2010 al gennaio 2014, mentre in Italia è stata pubblicata dal dicembre 2015 al luglio 2016 sempre da Star Comics. Al personaggio è stato poi dedicato un episodio filler dell'anime.
La serie manga spin-off One Piece Party (ワンピースパーティー?, Wan Pīsu Pātī), scritta e illustrata da Ei Andō in stile super deformed, ha iniziato la serializzazione bimestrale il 5 dicembre 2014, nel volume di gennaio, ed è terminata il 2 febbraio 2021 sulla rivista Saikyō Jump. La serie è composta da 7 volumi divisi per un totale di 34 capitoli. L'edizione italiana è curata da Star Comics e pubblicata a partire dal gennaio 2018.
La serie One Piece Academia (ワンピース学園?, Wan Pīsu Gakuen) è una commedia spin-off basata sulle avventure dei personaggi di One Piece alle prese con il mondo scolastico. L'opera è disegnata da Sōhei Kōji ed è stata pubblicata a partire dal 2 agosto 2019 sul periodico Saikyō Jump. Il titolo è stato causa di alcuni fraintendimenti da parte dei fan, che hanno supposto che l'opera fosse in realtà un crossover tra One Piece e il manga My Hero Academia.

## Accoglienza

### Reazioni

Francobolli celebrativi della serie emessi dalle poste giapponesi

One Piece è il manga ad aver venduto di più al mondo; nel febbraio 2005 aveva venduto 100 milioni di volumi tankōbon, ha superato la soglia dei 200 milioni nel febbraio 2011, arrivando a 450 milioni di albi in circolazione nel 2019, a 470 milioni nel 2020, a 490 milioni nel 2021, superando il numero di copie in circolazione di Batman, e a 500 milioni di copie nel 2022. Il manga è stato inoltre campione di vendite ogni anno in Giappone a partire dal 2008, quando Oricon ha cominciato a tenere traccia di questo tipo di dati fino al 2019, quando è stato superato da Demon Slayer - Kimetsu no yaiba. Nel gennaio 2011 Shūeisha ha dichiarato che One Piece, con oltre 200 milioni di copie vendute, aveva superato Kochira Katsushika-ku Kameari kōen-mae hashutsujo e Dragon Ball come serie più venduta di Weekly Shōnen Jump in Giappone. Il successo del manga ha contribuito inoltre a rilanciare le vendite della rivista nel 2007, dopo un decennio di flessione. Il 15 giugno 2015 One Piece è entrato nel Guinness dei primati come serie a fumetti disegnata da un singolo autore con il maggior numero di copie pubblicate, che all'epoca erano oltre 320 milioni. Dal 2011 è inoltre il manga più venduto in Francia. In Italia ha 18 milioni di copie in circolazione al 2021; inoltre, il 4 settembre 2021 l'edizione speciale del volume 98, pubblicata da Star Comics in occasione dell'uscita giapponese del volume 100, è stato il primo manga a raggiungere la prima posizione della classifica settimanale dei libri più venduti in Italia.
Diversi volumi della serie hanno raggiunto record individuali. Il volume 50 ha fissato il record per il maggior numero di copie vendute in una settimana in Giappone: oltre un milione di copie. Il record è stato migliorato dal volume 60, che, secondo i dati stilati da Oricon, ha venduto più di due milioni di copie nella prima settimana e in seguito è diventato il primo albo a vendere oltre 3 milioni di copie. Il volume 56 ha ricevuto la tiratura iniziale più alta per un manga: 2,85 milioni di copie. La stampa di 3 milioni di copie del volume 57 è stata la tiratura iniziale più alta per un libro in Giappone, non soltanto manga, superando Harry Potter e l'Ordine della Fenice; un record superato varie volte da volumi successivi, fino ai 4,05 milioni del volume 67. Con l'uscita del centesimo volume il 3 settembre 2021 è il primo manga ad avere in circolazione cento volumi da oltre un milione di copie vendute ciascuno.
Sul sito giapponese Oricon è stato votato come il manga più commovente e, in un sondaggio con un campione di età da 10 a 40 anni, come quello più interessante del 2008. Un sondaggio stilato nel 2011 dalla rivista Kono manga ga sugoi! da esperti nel settore, ha collocato One Piece al dodicesimo posto nella lista dei manga raccomandati a un pubblico maschile; mentre in classifiche simili redatte dalla rivista Da Vinci, è stato votato al secondo, terzo e secondo posto rispettivamente nel 2012, 2013 e 2015. In un sondaggio condotto nel 2014 sui manga più amati di Weekly Shōnen Jump, One Piece compare al secondo posto dietro a Dragon Ball. Nel sondaggio Manga Sōsenkyo 2021 indetto da TV Asahi, 150 000 persone hanno votato la loro top 100 delle serie manga e One Piece si è classificata al 1º posto.
Anche l'anime ha avuto un buon successo in Giappone e, nonostante la sua longevità, nei primi dieci anni di trasmissione si è mantenuto su livelli d'ascolto costanti di circa il 10% di share, con picchi del 13,8%. I lettori di Animage hanno votato One Piece al quinto posto nella lista del 2001 degli anime che dovrebbero essere ricordati nel XXI secolo e al sedicesimo nel sondaggio del 2004 per la serie anime preferita. Un sondaggio web condotto nel 2005 dal network televisivo TV Asahi ha collocato la serie al sesto posto tra gli anime più popolari, mentre l'anno successivo era scesa al 21º per il pubblico e al 32º per la redazione. A fine luglio 2008 è stata la serie TV più scaricata al mondo via BitTorrent.
Complessivamente si tratta di uno dei franchise più remunerativi di sempre, con un guadagno dato da tutti i suoi media di circa 20 miliardi di dollari stimato al 2019.

### Critica

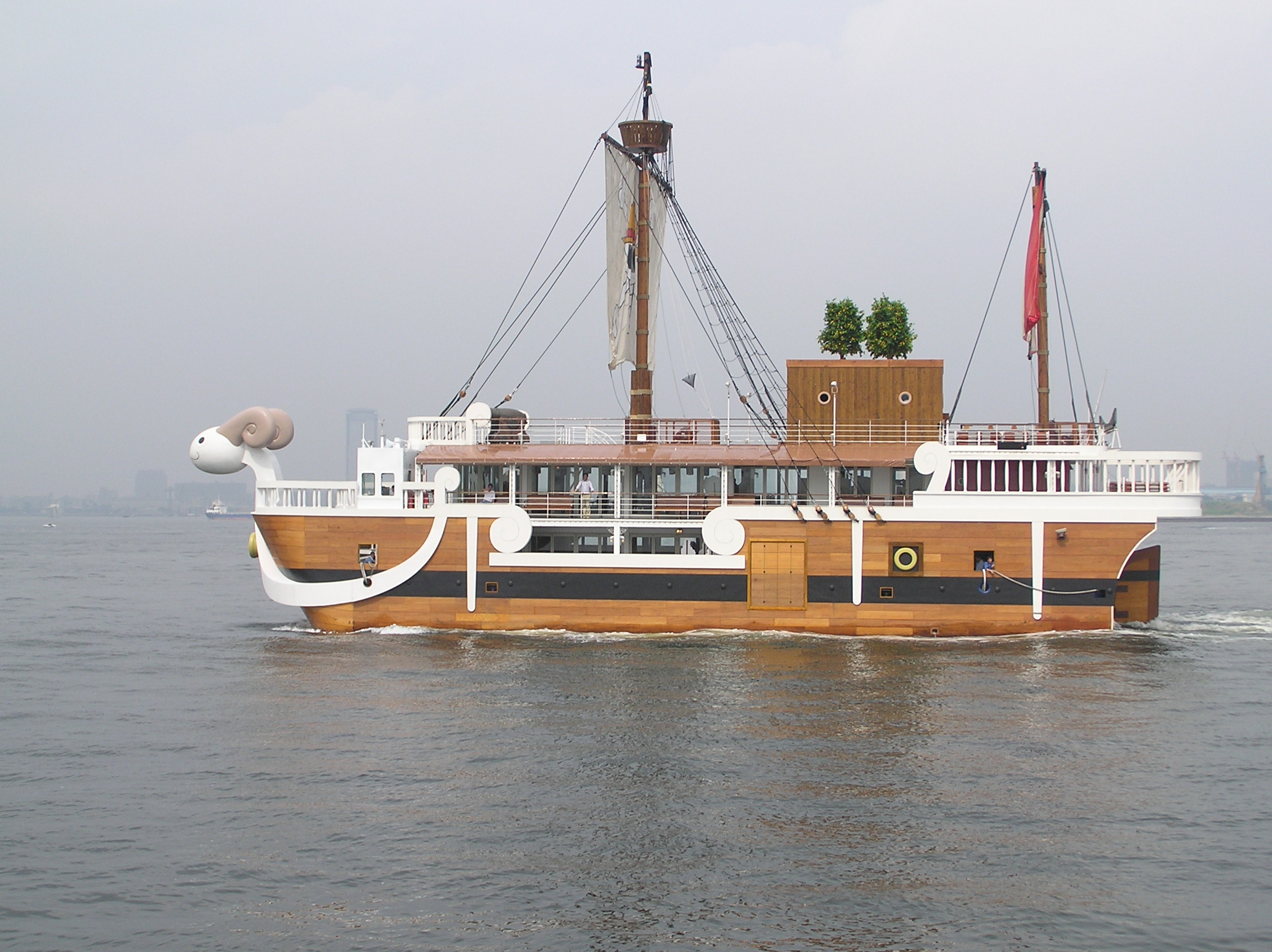
Replica a grandezza naturale delle imbarcazioni della ciurma protagonista: la Going Merry

La critica ha accolto molto favorevolmente il manga. I primi revisori hanno apprezzato l'ambientazione piratesca originale e romanticizzata, e la trama avventurosa e divertente in cui si mescolano fantasia, umorismo, combattimenti e valori forti. La storia, ritenuta avvincente, trae inoltre vantaggio dalla capacità dell'autore di giostrare molti personaggi allo stesso tempo o di "disseminare la narrazione di piccoli indizi che vengono risolti anche centinaia e centinaia di pagine dopo". L'immaginazione e la fantasia di Oda sono ritenuti altri punti di forza di One Piece e si concretizzano in ambientazioni variegate, ben caratterizzate e curate nei minimi particolari. Anche la veste grafica ha generalmente convinto, con la critica che la ritiene "unica nel suo genere", "fantasiosa e creativa", "bizzarra e piena di espressività". Rika Takahashi di EX Media ha lodato il tratto fresco e pulito di Oda e l'assenza di ombreggiatore dovute ai retini; Francesco Trifogli di uBC Fumetti, invece, lo ha definito approssimativo, "inizialmente dilettantesco e quasi infantile", salvo riconoscergli un deciso miglioramento col procedere della storia. Il sapiente uso di inquadrature dinamiche e originali rendono tuttavia lo stile "agile e accattivante" e conferiscono forza e personalità ai personaggi.
Critiche successive hanno confermato le impressioni iniziali positive per quanto riguarda lo stile e i contenuti. Andrea Stella di Lo Spazio Bianco ha affermato che i due punti cardine della serie sono l'affiatamento e la caratterizzazione della ciurma protagonista, così come il senso di meraviglia che pervade il lettore nell'esplorare ambientazioni e situazioni fantasiose e ogni volta diverse; la forza del manga risiede inoltre nel fatto di essere stato in grado di rinnovarsi «senza però dimenticare gli elementi basilari che ne hanno decretato lo straordinario successo fin dalle origini». Parlando dell'evoluzione dell'opera nel corso del tempo, il critico ritiene che la storia abbia avuto una prima parte, fino all'ingresso nella Rotta Maggiore, lineare, in cui a ogni nuovo membro della ciurma corrisponde un nemico specifico e in cui si mescolano quindi azione e il background dei protagonisti. Con la saga di Alabasta e di Skypea, Oda avrebbe invece raggiunto la piena maturità artistica, dimostrata nell'introduzione di diverse sottotrame e di ambientazioni complesse con strutture sociali credibili e antefatti che influenzano gli eventi correnti. Negli archi narrativi successivi, tuttavia, vi è stato un calo, segnato dal ripiegamento su situazioni e tematiche trite e su combattimenti che risultano frammentati ed eccessivamente caotici; momento da cui l'autore è riuscito a riprendersi con le saghe di Impel Down e il salto temporale prima dell'ingresso nel Nuovo Mondo, che hanno rivitalizzato storia e personaggi.
A differenza di altri manga shōnen, One Piece ha saputo conquistare anche un vasto pubblico femminile; secondo Fujimoto Yukari, il merito sarebbe dei personaggi femminili dell'opera, che non si limitano ad apparire come semplici contorni, ma agiscono alla pari degli uomini.
Parlando della versione anime, Bradley Meek di THEM Anime Reviews ha affermato che la serie è di grande impatto e piena di idee fantasiose che vengono ben sfruttate senza perdersi in spiegazioni prolisse o approfondite. Egli ha descritto inoltre la ciurma di Cappello di Paglia come uno dei cast di protagonisti più riusciti nel panorama degli anime. Il sito Everyeye.it ha invece evidenziato il tema motivazionale della storia di inseguire i propri sogni con forza e volontà, che rende il protagonista Rufy facilmente identificabile dagli spettatori. Per quanto riguarda il comparto tecnico, Margaret Veira di Active Anime ha apprezzato l'animazione, affermando che «dà vita e si mantiene fedele allo stile e ai personaggi del manga».
Il sito web Goo Ranking ha intervistato 2 310 lettori di Weekly Shōnen Jump tra il 19 giugno e il 3 luglio 2020 e questi hanno classificato la serie al primo posto tra quelle più commoventi pubblicate dalla rivista.

### Riconoscimenti
One Piece è stato finalista al premio culturale Osamu Tezuka per tre anni di fila, dal 2000 al 2002, con il record di candidature da parte del pubblico nei primi due anni. Nel 2012 ha vinto, insieme a Nekodarake di Kimuchi Yokoyama, il gran premio al 41º premio dell'associazione dei mangaka giapponesi. La prima sigla di apertura della serie anime, We Are!, è stata premiata come miglior sigla agli Animation Kobe del 2000. Nel 2017 la Japan Anniversary Association ha ufficialmente riconosciuto il 22 luglio, anniversario della pubblicazione del primo capitolo dell'opera, come One Piece Day.

### Impatto culturale
Nel 2025, durante le proteste contro il governo del presidente Prabowo Subianto in Indonesia, la bandiera recante il jolly roger dei protagonisti è stata esposta dai cittadini come segno di dissenso assieme a quella nazionale.

## Merchandising
One Piece ha generato una vasta gamma di merchandising, tra cui spiccano linee di abbigliamento e di giocattoli. Le principali aziende produttrici di articoli legati alla serie sono le giapponesi Bandai e Banpresto e la statunitense Mattel. Nissan Motor e Toei Animation hanno collaborato alla decorazione di una vettura e a una campagna commerciale televisiva in stile One Piece. Monkey D. Rufy, il protagonista della serie, è apparso sulla copertina dell'edizione di gennaio 2010 della rivista giapponese di moda Men's Non-no, prima volta per un personaggio dei fumetti negli oltre vent'anni di storia della rivista. Lo stesso numero ha ospitato le foto di cinque modelli somiglianti a Rufy, Nami, Robin, Zoro e Sanji e abbigliati con motivi pirateschi. Nel 2008 Toei Animation ha sponsorizzato la squadra italiana Pallavolo Modena con un'immagine di Rufy sulle divise dei due liberi Pietro Rinaldi e Edoardo Ciabattini. A Sanji invece è dedicato il libro di ricette Sanji no manpuku gohan (サンジの満腹ごはん?), pubblicato a novembre 2012 da Shūeisha e scritto dall'esperto di cucina Nami Iijima con ricette ispirate a One Piece. Il franchise ha poi preso parte a collaborazioni con vari marchi internazionali, tra i quali Gucci, Seiko, Fanta e McDonald's; a seguito del successo della serie live action sono stati distribuiti dei set LEGO raffiguranti alcune delle ambientazioni principali della prima stagione.
È stata costruita una replica della Going Merry, la prima nave dell'equipaggio protagonista, la quale viene esposta durante le mostre e le esibizioni sponsorizzate da Shūeisha, Toei Animation e Fuji TV a Odaiba, Tokyo. Per commemorare il decimo anniversario della serie, a Kamakura è stata creata una speciale casa sulla spiaggia somigliante alla Thousand Sunny. Una replica della nave lunga trenta metri e in grado di navigare è stata allestita nel 2011 nel parco a tema Huis ten Bosch a Sasebo in Giappone come parte di un più vasto allestimento in tema One Piece. Tra i numerosi parchi divertimento e esposizioni dedicati alla serie, il One Piece Memorial Log in Lagunasia ha ricreato nel 2010 le tappe delle avventure della ciurma di Rufy, mentre nel 2015 è stato allestito il parco a tema One Piece Tower nella Tokyo Tower, che ospita attrazioni, spettacoli, ristoranti e negozi; quest'ultimo è stato chiuso però nel 2020, a seguito dell'emergenza sanitaria causata dal COVID-19. Nel 2012 è stato inaugurato a Shibuya il One Piece Mugiwara Store, il primo negozio permanente di One Piece.